# Top Browser
Top Browser era un shell de Internet Explorer para el sistema operativo Microsoft Windows.

## Características
- No posee su propio motor de renderizado sino que utiliza Trident, el motor de renderizado de Internet Explorer. Por esta razón, requiere Windows 95 o una versión posterior.
- Incluye opciones para el bloqueo de ventanas emergentes:
  - Bloquear todas las ventanas emergentes.
  - Bloquear según su URL.
- Aunque utiliza una interfaz de múltiples documentos, también incluye soporte para navegación por pestañas.
- Incluye una opción para crear perfiles: listas de páginas web que pueden abrirse al mismo tiempo.
- Buscadores integrados.